# Josiel Núñez
Josiel Alberto Núñez Rivera (sinh ngày 29 tháng 1 năm 1993) là một cầu thủ bóng đá người Panama thi đấu cho C.D. Árabe Unido.

## Sự nghiệp quốc tế
Núñez có màn ra mắt cho Panama vào tháng 8 năm 2014 trong trận giao hữu trước Peru và tính đến 15 tháng 8 năm 2015, có tổng cộng 2 lần ra sân, không ghi được bàn nào.